# Municipio de Washington (condado de Johnson, Iowa)
El municipio de Washington (en inglés: Washington Township) es un municipio ubicado en el condado de Johnson en el estado estadounidense de Iowa. En el año 2010 tenía una población de 1200 habitantes y una densidad poblacional de 12,7 personas por km².

## Geografía
El municipio de Washington se encuentra ubicado en las coordenadas 41°33′21″N 91°46′14″O / 41.55583, -91.77056. Según la Oficina del Censo de los Estados Unidos, el municipio tiene una superficie total de 94.45 km², de la cual 94,45 km² corresponden a tierra firme y (0 %) 0 km² es agua.

## Demografía
Según el censo de 2010, había 1200 personas residiendo en el municipio de Washington. La densidad de población era de 12,7 hab./km². De los 1200 habitantes, el municipio de Washington estaba compuesto por el 97,17 % blancos, el 0,67 % eran afroamericanos, el 0,08 % eran amerindios, el 0,5 % eran asiáticos, el 0,08 % eran isleños del Pacífico y el 1,5 % eran de una mezcla de razas. Del total de la población el 0,5 % eran hispanos o latinos de cualquier raza.